# Mortada Mansour
Mortada Mansour (Gizeh, 17 juni 1952) is een Egyptisch jurist, sportbestuurder en politicus. Hij begon zijn loopbaan als openbaar aanklager en rechter. De laatste post verliet hij na een schandaal waarop hij zijn carrière voortzette als advocaat. Daarnaast is hij sportbestuurder en staat hij sinds 2014 opnieuw aan het hoofd van Zamalek. Als politicus was hij van 2000 tot 2005 parlementslid. In 2014 trok hij zijn kandidatuur voor de presidentsverkiezingen na een paar weken weer in.

## Biografie

### Juridische loopbaan
Mansour studeerde rechten aan de Ain Shams-universiteit en was actief in de studentenvereniging, waar hij bekendstond vanwege zijn uitgesprokenheid. Nadat hij in 1971 afstudeerde, ging hij als openbaar aanklager aan het werk en werd erna rechter en hoofd van de rechtbank.
In 1983 bracht Raafat El-Mihi de satirische film Al-avokato uit die de draak steekt met de advocatuur, het rechterlijke systeem en andere ambtsbekleders. Tegen Mihi werd een rechtszaak aangespannen omdat de film reputatiebeschadigend zou zijn. Mansour kreeg de zaak als rechter voorgelegd en de film maakte hem zo woedend, dat hij zowel de producent, de scenarioschrijver als de hoofdrolspeler Adel Imam veroordeelde tot een jaar gevangenisstraf. Deze uitspraak werd erna teruggedraaid door hogere functionarissen en zorgde ervoor dat Mansour de media tegen zich kreeg. Nog hetzelfde jaar zag hij zich genoodzaakt terug te treden als rechter.
Vervolgens ging hij verder als advocaat voor met name hoger beroepszaken en schreef een aantal boeken.
Hij spande een zaak aan tegen de Moslimbroeder Mohamed el-Beltagy vanwege belediging en verder tegen de krant Al-Youm al-Sabaa toen die naar zijn mening lasterlijke cartoons had afgedrukt. Hij is verder een uitgesproken tegenstander van de Egyptische Revolutie van 2011. Tegen Moslimbroeder en oud-president Morsi spande hij een rechtszaak aan, om te voorkomen dat wetgeving aangenomen zou worden om de revolutie te beschermen.

### Rechtszaken tegen hem
Nadat hij in maart 2007 het kantoor van een hoofdrechter was binnengestormd en rechtbankfunctionarissen had beticht van corruptie, werd hij tot drie jaar gevangenisstraf veroordeeld. In de gevangenis klaagde medegevangene en voormalig presidentskandidaat Ayman Nour hem aan vanwege een doodsbedreiging die hij aan diens adres zou hebben gedaan. Nour, die Mansour kende uit de periode 2000-05 toen beide parlementslid waren, trok de aanklacht later weer in vanwege de toch al penibele situatie waarin Mansour zich toen bevond. Mansour werd in december 2007 vervroegd vrijgelaten.

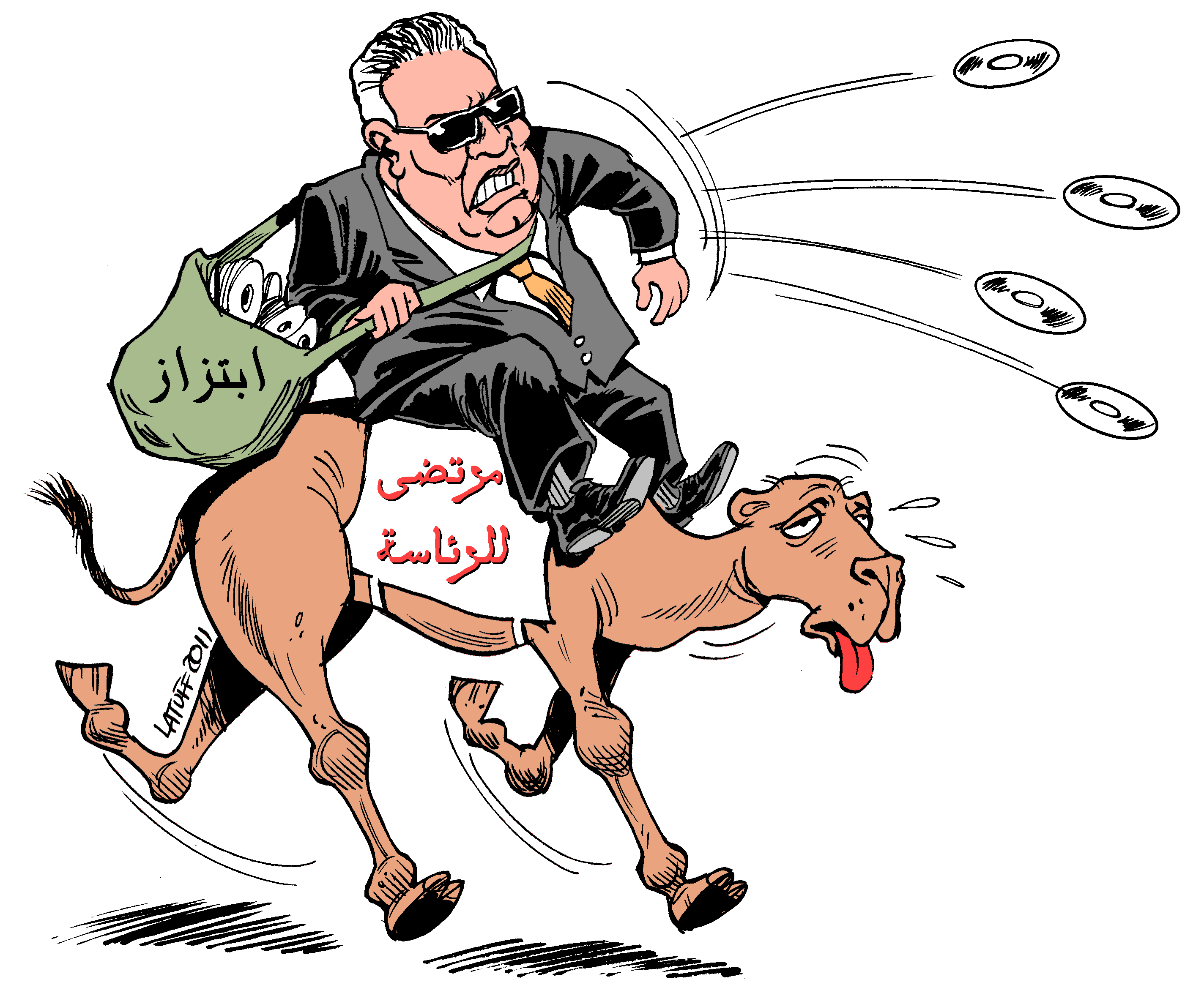
Mansour, als verdachte van de Slag van het kameel; cartoon van Carlos Latuff

Hij werd in 2012 en 2014 samen met 25 anderen in verband gebracht met de Slag van het kameel, ofwel de aanvallen van baltagiya op kamelen tijdens de revolutie, waarbij elf mensen het leven lieten. Beide malen werd hij vrijgesproken.
Op 25 februari 2023 gaf Mansour zichzelf aan bij de Egyptische autoriteiten om een gevangenisstraf van een maand uit te zitten in Wadi el-Natrun, wegens een lasterzaak tegen Al-Ahly-president Mahmoud El Khatib.

### Sportbestuurder
Hij is internationaal vooral bekend als bestuurder van de sportclub Zamalek, waarvan de voetbalafdeling nog een tijd getraind werd door Ruud Krol (2007-08). Mansour was van 2001 tot 2005 vicevoorzitter en aansluitend voorzitter tot hij medio 2006 werd geschorst vanwege ongepast gedrag tijdens een derby tegen aartsrivaal Al-Ahly. Sinds maart 2014 is hij opnieuw voorzitter van de club.
Als vicevoorzitter kende hij met voorzitter Kamal Darwish een succesvolle periode in de voetbal waarin de club in 2001 en 2003 landskampioen werd, in 2002 zowel de landsbeker als de Afrikaanse beker won en in 2003 de Afrikaanse Supercup won.

### Politieke ambities
In 1990, 1995, 2000, 2010 en 2012 deed hij pogingen om gekozen te worden in het Egyptische parlement. Alleen in 2000 slaagde hij hierin en zat hij zijn volledige termijn uit tot 2005. Na de Egyptische Revolutie van 2011 was hij een van de oprichters van de politieke partij Vrij Egypte. Hij wilde meedoen aan de presidentsverkiezingen van 2012, maar werd hij door de verkiezingscommissie uitgesloten van deelname.
Op 6 april 2014 stelde hij zich opnieuw verkiesbaar voor de presidentsverkiezingen van dat jaar. Hij kondigde aan de rechtsorde te herstellen en alle stakingen en protesten te beëindigen door alle activisten gevangen te zetten. Ook wilde hij een strengere grondwet en de Camp Davidakkoorden herzien door onder meer de Sinaï opnieuw te bezetten. Verder kondigde hij aan militaire middelen niet te schuwen om de bouw van de Grand Ethiopian Renaissance Dam te stoppen. Vanuit verschillende kanten werd druk op hem uitgeoefend om niet aan de verkiezingen mee te doen.
Op 19 april trok hij zijn kandidatuur in nadat hij een visioen zou hebben gehad. Hij droomde dat er naast hem in de bus twee Sisi-vertegenwoordigende generaals zaten die hem vertelden: "We gaan naar Oud-Caïro, niet naar Heliopolis." Deze droom deed hem besluiten zich uit de verkiezingsstrijd terug te trekken.